# Johann Christoph Friedrich Bach
Johann Christoph Friedrich Bach (Leipzig, 21 juni 1732 – Bückeburg, 26 januari 1795) was een Duits componist. Hij was het negende kind en de vierde zoon (de derde van de vier componerende Bachzonen) van Johann Sebastian Bach en diens tweede vrouw Anna Magdalena Wilcken. Hij wordt vaak ook de Bückeburger Bach genoemd, omdat hij ruim 40 jaar - eerst als klavecinist, vanaf 1759 als concertmeester - aan het hof van graaf Willem van Schaumburg-Lippe in Bückeburg werkte en aldaar ook overleed. 

## Levensloop

### Jeugd en opleiding
Johann Christoph Friedrich Bachs levensloop begon als die van zijn broers. Hij werd opgeleid aan de Leipziger Thomasschule en kreeg muzikaal onderwijs van zijn vader en van Johann Elias Bach (1705-1755), een achterachterneef, die van 1737 tot 1742 in het huis van de ouders woonde en privésecretaris van Johann Sebastian Bach was. In 1749 begon hij een studie in rechtsgeleerdheid aan de Universiteit Leipzig, die hij wegens de ziekte van zijn vader al spoedig afbrak.

### Aan het hof in Bückeburg
Om de jaarwisseling 1749/1750, toen hij 18 jaar oud was, werd hij kamermusicus aan het hof van Willem van Schaumburg-Lippe (1724-1777) in Bückeburg. Toen waren aan het hof ook de Italianen Angelo Colonna als concertmeester en Giovanni Battista Serini als kapelmeester en componist werkzaam. Bach leerde daar de stijl van de Italiaanse opera en cantate kennen, omdat er ten minste twee keer per week concerten met meestal vocale muziek uitgevoerd werden. Voor de uitvoering van de zangpartijen was er ook een zangeres aangesteld, Lucia Elisabeth Münchhausen, dochter van de hofmusicus Ludolf Andreas Münchhausen, die door de concertmeester Serini met de Italiaanse zangcultuur werd vertrouwd gemaakt. 
De eerste jaren in Bückeburg hebben hem weinig kans gegeven om zijn eigen artistieke persoonlijkheid te ontwikkelen. In ieder geval zijn uit deze periode geen composities van zijn hand bekend. Wel verwierf hij in deze tijd natuurlijk de stijl van de muziek die gespeeld werd aan het hof. Op 8 januari 1755 huwde Bach de hofzangeres Münchhausen, die kort erna haar studies bij Serini beëindigde. Nadat de beide Italianen, zowel Serini als Colonna, in het volgende jaar het hof hadden verlaten, werd Bach door de graaf tot concertmeester benoemd. Behalve voor de leiding van de concerten was Bach nu voor het componeren van nieuwe werken voor het ensemble verantwoordelijk. De plannen van graaf Willem van Schaumburg-Lippe (1724-1777) met zijn hofkapel waren ambitieus. Hij dwong Bach contact met kapelmeesters van andere hofkapellen op te nemen en om bladmuziek van andere componisten aan te vragen. Hij wilde in zijn muziekbibliotheek de nieuwste ontwikkelingen van de muziekstijlen vinden. 
Het jaar 1759 was voor Bach uitermate succesrijk, in dit jaar werd ook zijn eerste zoon geboren, Wilhelm Friedrich Ernst, het oudste van acht kinderen. Wilhelm was de laatste muzikant in de directe nakomelingschap van Johann Sebastian. Toen 1767 Georg Philipp Telemann in Hamburg overleed, solliciteerde Johann Christoph Friedrich Bach voor deze functie als muziekdirecteur in zijn enige poging, zijn aanstelling in Bückeburg tegen een betere te veranderen; maar de functie werd een ander lid van de familie Bach, namelijk zijn oudere halfbroer Carl Philipp Emanuel Bach toegesproken. 
Voor Johann Christoph Friedrich Bach begon nu een intensieve werkperiode. Naast vele kamer- en pianomuziek componeerde hij om 1759 het oratorium Die Pilgrime auf Golgatha op een tekst van Justus Friedrich Wilhelm Zachariae en in 1769 Der Tod Jesu op een tekst van Carl Wilhelm Ramler. In deze periode tot 1770 componeerde hij eveneens de eerste 10 van zijn totaal 20 symfonieën; de tweede serie van deze symfonieën ontstond tussen 1792 en 1794. 

### Vriendschap met Herder
De benoeming van Johann Gottfried von Herder tot predikant en consistorialrat aan het hof in 1771 leidde tot een vruchtbare samenwerking en vriendschap tussen de dichter en de componist. Zij raakten niet alleen bevriend, maar Herder leverde Bach ook de teksten voor zijn verdere oratoria Die Kindheit Jesu en Die Auferweckung des Lazarus (1773) alsook cantates en dramatische werken zoals Brutus en Philoktetes (beide 1774), waarbij de kritische Herder uiteraard in de nauwe samenwerking met Bach zijn eigen muzikale esthetische uitzicht in de praktijk omgezet zag. Deze fase, die een mentaal stimulerende tijd voor Bach was, eindigde in 1776 met de benoeming van Herder te Weimar.

### Reis naar London
Nadat de gravin in 1776 overlijden was en een jaar later in 1777 de graaf Willem overleed, die het centrum van het culturele leven aan het hof was, ging Bach uiteraard op zoek naar nieuwe inspiratie voor zijn werk. Deze vond hij tijdens zijn enige grote reis in de vroege zomer van 1778, waarop hij samen met zijn zoon met een tussenstop in Hamburg bij Carl Philipp Emmanuel Bach maakte en verder naar Johann Christian Bach in Londen reisde. Johann Christoph Friedrich leerde door zijn broer bij concerten in Londen onder andere werken van Gluck en Mozart kennen, en was spontaan geïnteresseerd en werd vanaf dat moment beïnvloed. Maar vooral was hij enthousiast van de klank en de mogelijkheden van het nieuwe pianoforte en heeft zelf een dergelijk hamerklavier gekocht, om het mee naar Bückeburg te nemen. Toen hij na meerdere weken terug reisde bleef zijn zoon Wilhelm Friedrich Ernst in Londen en kreeg door Johann Christian Bach zijn verdere opleiding. 

### Terug in Bückeburg
Bach wijdde zich verder aan de leiding van de hofkapel en leidde hen naar een grote reputatie. Volgens Johann Nikolaus Forkel (1749-1818) nam de Bückeburger hofkapel toen de vierde plaats onder de beste orkesten in Duitsland in. Daarnaast stond de pianomuziek in deze periode in het centrum van zijn compositorische werkzaamheden. Horstig, de auteur van zijn necrologie, beschrijft, hoe hij dagenlang ...ook als niemand hem hoorde [...] op zijn Engels pianoforte, wat hij uit Londen had meegebracht, [fantaseerde]....

### Laatste jaren
Intussen had in Bückeburg graaf Philipp Ernst het regentschap overgenomen. Er bestond een goede betrekking tussen Bach enerzijds en graaf Philipp Ernst en gravin Juliane anderzijds. In 1787 overleed graaf Philipp Ernst en de gravin Juliane werd curator van de slechts 2 jaar jonge opvolger op de troon. De muziek-liefhebbende gravin gaf Bach in zijn laatste jaren de nodige respect en erkenning. Juliane ontving dagelijks les op de piano en verzorgde ook optredens als zangeres in de oratoria. In de laatste jaren van zijn leven was Bach wederom zeer ijverig en productief. In 1787/1788 publiceert hij een selectie van lichte stukken in vier boekjes onder de titel Musikalische Nebenstunden. Daarin zijn zowel pianowerken en kamermuziek, als pianobewerkingen van wereldlijke cantates te vinden. Verder schreef hij in deze periode de tweede serie van tien symfonieën en twee pianoconcerten. Hij raakte bevriend met de opvolger van Herder als predikant, H.G. Horstig, die ook de auteur werd van zijn necrologie. 
Bach overleed op 26 januari 1795 in Bückeburg en werd op 31 januari op de begraafplaats aan de Jetenburger kerk aldaar begraven. Een belangrijk deel van zijn in handschrift overgeleverde werk, dat zich sinds 1917 in het Staatliches Institut für Musikforschung te Berlijn bevond, werd tijdens de Tweede Wereldoorlog vernietigd. De musicoloog Hansdieter Wohlfahrth heeft het oeuvre van Johann Christoph Friedrich Bach gecatalogiseerd en heeft het - zoals andere musicologen ook - naar bepaalde criteria gestructureerd en de indeling begint met een Wf..:... Maar ook het researchproject Bach-Repertorium aan de Sächsische Akademie der Wissenschaften zu Leipzig heeft het oeuvre van deze componist gecatalogiseerd; de indeling is met de letters BR gekenmerkt.

## Composities

### Werken voor orkest

#### Symfonieën
- 1765 2 Symfonieën (verloren gegaan)
- om 1768 Symfonie in F-majeur (Wf I: 1)[1]
- om 1768 Symfonie in Bes-majeur (Wf I: 2)[1]
- om 1768 Symfonie in d-mineur (Wf I: 3)[1]
- om 1769 Symfonie in E-majeur (Wf I: 4)[1]
- 1770 2 Symfonieën (verloren gegaan)
- 1793 Symfonie à 8 in G-majeur (Wf I:15)
  1. Largo
  2. Romanza - Andantino
  3. Minuetto - Trio
  4. Rondo. Allegretto
- 1794 Symfonie à 10 in Bes-majeur (Wf I:20)
  1. Largo - Allegro
  2. Andante con moto
  3. Minuetto - Trio
  4. Rondo. Allegretto
- Symfonie in D-majeur (Wf I: 5) (verloren gegaan)
- Symfonie in C-majeur (Wf I: 6)
- Symfonie in D-majeur (Wf I: 7) (verloren gegaan)
- Symfonie in G-majeur (Wf I: 8) (verloren gegaan)
- Symfonie in D-majeur (Wf I: 9) (verloren gegaan)
- Symfonie in Es-majeur (Wf I:10)
- 3 Symfonieën (verloren gegaan)
- Symfonie (verloren gegaan)
- Symfonie in D-majeur (Wf I:11) (verloren gegaan)
- Symfonie in F-majeur (Wf I:12) (verloren gegaan)
- Symfonie in D-majeur (Wf I:13) (verloren gegaan)
- Symfonie in C-majeur (Wf I:14) (verloren gegaan)
- Symfonie in d-mineur (Wf I:16) (verloren gegaan)
- Symfonie in C-majeur (Wf I:17) (verloren gegaan)
- Symfonie in Es-majeur (Wf I:18) (verloren gegaan)
- Symfonie in Es-majeur (Wf I:19) (verloren gegaan)

#### Concerten voor instrumenten en orkest
- 1766 Klavecimbelconcert (verloren gegaan)
- 1788 Klavecimbelconcert (verloren gegaan)
- 1792 Concerto grosso in Es-majeur (Wf II:5) (BR C 43) voor 2 hobo's, 2 hoorns, 2 violen, altviool, cello en pianoforte 
  1. Allegro
  2. Romanza
  3. Rondo. Allegro
- Klavecimbelconcert in E-majeur (Wf II:1)
- Klavecimbelconcert in D-majeur (Wf II:2)
- Klavecimbelconcert in A-majeur (Wf II:3) (verloren gegaan)
- Klavecimbelconcert in F-majeur (Wf II:4)
- Klavecimbelconcert in Es-majeur
- Klavecimbelconcert in A-majeur
- Klavecimbelconcert "Londen nr. 1" in G-majeur
- Klavecimbelconcert "Londen nr. 2" in F-majeur
- Klavecimbelconcert "Londen nr. 3" in D-majeur
- Klavecimbelconcert "Londen nr. 4" in Es-majeur
- Klavecimbelconcert "Londen nr. 5" in Bes-majeur
- Klavecimbelconcert "Londen nr. 6" in C-majeur
- Concert in Es-majeur, voor piano en viola
- Concert in Es-majeur, voor piano en hobo (Wf III)

### Vocale muziek

#### Oratoria
- 1759 Die Pilgrime auf Golgatha, oratorium voor sopraan (sopraan), alt, tenor, bas, gemengd koor en orkest (BR D 1) - libretto: Justus Friedrich Wilhelm Zachariae
- 1769 Der Tod Jesu, oratorium (Wf XIV:1) - tekst: Carl Wilhelm Ramler
- 1773 Die Kindheit Jesu - ein biblisches Gemälde, oratorium voor sopraan, contra-alt, tenor, bas, gemengd koor en orkest (Wf XIV:2) - libretto: Johann Gottfried von Herder
- 1773 Die Auferweckung Lazarus, oratorium voor sopraan, alt, tenor, bas, gemengd koor en orkest (Wf XIV:3) - libretto: Johann Gottfried von Herder
- Der Fremdling auf Golgotha (Wf XIV:7) (verloren gegaan)
- Die Hirten bey der Krippe Jesu (Wf XIV:9) (verloren gegaan)
- Die Auferstehung und Himmelfahrt Jesu (Wf XIV:10) (verloren gegaan)
- Mosis Mutter und ihre Tochter (Wf XVII:3) (er bestaat alleen maar een fragment)

#### Cantates
- 1776 Die Amerikanerin - ein lyrisches Gemälde, cantate voor sopraan, 2 violen, altviool en basso continuo (Wf XVIII:3) - tekst: Heinrich Wilhelm von Gerstenberg
- 1785 Cantate nach der Geburt Georg Wilhelms, Erbgrafen zu Schaumburg-Lippe
- Pfingstkantate (Wf XIV:4) (verloren gegaan)
- Ino (Wf XVIII:4) - tekst: Carl Wilhelm Ramler
- Pygmalion (Wf XVIII:5) - tekst: Carl Wilhelm Ramler
- 15 Italiaanse cantates (verloren gegaan)
- 18 Italiaanse cantates (verloren gegaan)

#### Sacrale muziek
- Michaels Sieg (Wf XIV:5)
- Himmelfahrts-Musik (Wf XIV:8)
- Singet dem Herrn ein neues Lied (Wf XIV:11) (verloren gegaan)
- Gott wird deinen Fuß nicht gleiten lassen (Wf XIV:12)
- Nun, teures Land, der Herr hat dich erhört (verloren gegaan)
- Sieh, Bückeburg, was Gott an Dir getan (verloren gegaan)
- Treurmuziek voor graaf Philipp Ernst (verloren gegaan)

#### Motetten
- Ich lieg und schlafe ganz mit Frieden, motet voor gemengd koor en orgel ad libitum - tekst: Psalm 4:9 en de koraal verse "Es ist noch eine Ruh vorhanden" van Johann Sigismund Kunth
- Wachet auf, ruft uns die Stimme, motet voor gemengd koor en orgel  - gebaseerd op de gelijknamige hymne van Philipp Nicolai

#### Liederen
- 1774 D. Balthasar Münters zweyte Sammlung geistlicher Lieder
- 5 geistliche Lieder, voor bas en orgel
- Meiner allerliebsten Schönen
- Wenn nach der Stürme Toben

### Kamermuziek
- 1789 Sonate, voor cello en klavecimbel
- 6 Quartette, voor dwarsfluit, viool, altviool en bas (cello)
- Triosonate e-mineur, voor dwarsfluit, altviool en basso continuo
- Sonate in G-majeur, voor cello en basso continuo
- Sonate in D-majeur, voor concerterend klavecimbel, dwarsfluit (of viool) en cello
- Sonate in C-majeur, voor dwarsfluit (of viool) en obligaat klavecimbel
- Sonate in d-mineur, voor dwarsfluit (of viool) en obligaat klavecimbel
- Strijkkwartet nr. 1 in Es-majeur
- Strijkkwartet nr. 3 in A-majeur
- Strijkkwartet nr. 5 in G-majeur

### Werken voor orgel
- Praeludium und Fuge ex dis

### Werken voor piano
- 1795 Variationen über ... "Ah, vous dirai-je, maman"
- Sechs Klaviersonaten (BR A 16-21)
- Sonatine in a-mineur

### Werken voor klavecimbel
- 1790 Aria Eberliniana pro dormente Camillo, variata